# Комп'ютерна шина
Комп'ю́терна ши́на (англ. computer bus, походить від латинського omnibus, що означає — «для всіх») служить для передачі даних між окремими функціональними блоками комп'ютера і є сукупністю сигнальних ліній, які мають певні електричні характеристики і протоколи передачі інформації. Шини можуть розрізнятися розрядністю, способом передачі сигналу (послідовні або паралельні, синхронні або асинхронні), пропускною здатністю, кількістю і типами підтримуваних пристроїв, протоколом роботи, призначенням (внутрішня або інтерфейсна).
Традиційно в електроніці шиною звався інформаційний канал, до якого приєднувалася низка пристроїв, які могли читати та передавати дані. Але з розвитком комп'ютерних технологій шинами за аналогією стали називати з'єднання типу точка-точка (наприклад AGP чи HyperTransport), а також канали зі складною диспетчеризацією доступу.
Існують і спеціалізовані шини, такі як внутрішні шини процесорів або шина для підключення відеоадаптерів — AGP.
Усі стандарти розрізняються як за кількістю й використанням сигналів, так і за протоколами їхнього обслуговування.
Шина входить до складу материнської плати, на якій розташовуються її провідники і роз'єми (слоти) для підключення плат адаптерів пристроїв (відеокарти, звукові карти, внутрішні модеми, накопичувачі інформації, пристрої введення/виведення і т. д.) і розширень базової конфігурації (додаткові пусті роз'єми).
Існують 16- і 32-розрядні, високопродуктивні (VESA, VLB, AGP і РСІ із тактовою частотою більше 16 МГц) і низькопродуктивні (ISA і EISA із тактовою частотою 8 і 16 МГц) системні шини. Також шини, розроблені за сучасними стандартами (VESA, VLB і РСІ), допускають підключення декількох однакових пристроїв, наприклад декілька жорстких дисків, а шина РСІ забезпечує самостійну конфігурацію периферійного (додаткового) устаткування — підтримку стандарту Plug and Play, що виключає ручну конфігурацію апаратних параметрів периферійного устаткування при його зміні або нарощуванні. Операційна система, яка підтримує цей стандарт, сама налаштовує устаткування, підключене через шину РСІ, без втручання користувача.
Існують як 64-розрядні розширення шини РСІ, так і 32-розрядні, що працюють на частоті 66 МГц.

## Приклади шин

### Паралельні
- ISA Industry Standard Architecture
- EISA Extended ISA
- PCI Peripheral Component Interconnect
- ATA (Parallel) AT Attachment також відома як Integrated Drive Electronics (IDE)
- LPC Low Pin Count
- MCA Micro Channel Architecture
- Multibus Стандарт IEEE 796
- NuBus Стандарт IEEE 1196
- VESA Local Bus
- VMEbus
- PC/104

### Послідовні
- AGP
- PCI Express
- Serial ATA
- HyperTransport
- SCSI
- Fibre Channel
- USB
- FireWire
- LPC
- FWH
- 1-Wire